# Kontokorrent
Ein Kontokorrent (italienisch conto ‚Rechnung‘ und corrente ‚laufend‘) ist in der Wirtschaft die übliche Form der Leistungsabwicklung zwischen Gläubiger und Schuldner im Rahmen einer Geschäftsverbindung zwecks Verrechnung gegenseitiger Zahlungen. Durch diese Verrechnung von gegenseitigen Forderungen und Verbindlichkeiten ergibt sich ein Saldo, der nur von einem Geschäftspartner zu erfüllen ist.

## Wesen und Merkmale
Beim Kontokorrent steht ein Kaufmann mit einem anderen Kaufmann oder einem Nichtkaufmann in ständiger Geschäftsverbindung, aus der gegenseitige Forderungen und Verbindlichkeiten resultieren können. Anstatt jede einzelne Forderung oder Verbindlichkeit jeweils bei deren Fälligkeit isoliert zu erfüllen, werden diese Forderungen oder Verbindlichkeiten laufend verrechnet. Wirtschaftlich gesehen dient deshalb das Kontokorrent vor allem der Vereinfachung und Vereinheitlichung des Zahlungsverkehrs. Einerseits wird hierdurch eine Vielzahl von Zahlungsvorgängen auf die Begleichung einer einzigen Überschussforderung reduziert, andererseits werden sämtliche Ansprüche ohne Rücksicht auf ihr rechtliches Schicksal miteinander verrechnet. Zudem kommt dem Kontokorrent eine Sicherungsfunktion zu, denn jeder Kontokorrentpartner darf sich darauf verlassen, dass seine Forderungen aufgrund der laufenden Geschäftsverbindung ständig mit Gegenforderungen der anderen Seite verrechnet werden. Hierdurch wird das Risiko der Nichterfüllung begrenzt. Durch die Einstellung der Einzelforderungen in ein Kontokorrent wird darüber hinaus gewährleistet, dass Dritten der Zugriff weitgehend verwehrt bleibt, da die Kontokorrentabrede verhindert, dass die Ansprüche selbstständig gepfändet oder gerichtlich geltend gemacht werden können. Eine Kreditgewährungsfunktion kommt dem Kontokorrent indes nicht zu. Ein eingeräumter Kreditrahmen, wie etwa ein Kontokorrent- oder Dispositionskredit beim Bankkonto, beruht regelmäßig nicht auf einer Kontokorrentvereinbarung, sondern auf einem separaten Kreditvertrag.

## Rechtsgrundlagen
Nach deutschem Handelsrecht (§ 355 HGB) – analog gilt in Österreich § 355 UGB und in der Schweiz Art. 117 OR – muss bei einer Kontokorrentbeziehung mindestens ein Vertragspartner Kaufmann sein. Weiterhin muss der Saldo des Kontokorrents mindestens einmal pro Jahr (im Rechnungsabschluss) festgestellt werden. Während § 355 HGB das Kontokorrent definiert und als besondere Rechtsfolge vom – allgemein außerhalb von Kreditinstituten geltenden – Zinseszinsverbot des § 248 BGB befreit, wird in § 356 HGB das Schicksal der Forderungen und Sicherheiten der ins Kontokorrent eingestellten Forderungen und in § 357 HGB die Pfändung des Kontokorrentguthabens näher bestimmt. Die Regelungen des HGB im Hinblick auf das Kontokorrent sind allerdings lückenhaft. Diese Lücken wurden durch Rechtsliteratur und Rechtsprechung weitgehend geschlossen.
Nach § 355 Abs. 1 HGB liegt ein Kontokorrent vor, wenn
- eine Geschäftsverbindung zwischen den Parteien besteht,[5]
- mindestens eine Partei Kaufmann ist,[6]
- eine Kontokorrentabrede getroffen wurde, wonach
  - Leistungen und Ansprüche in Rechnung gestellt werden,
  - diese in regelmäßigen Zeitabständen miteinander verrechnet werden[7] und
  - der sich daraus ergebende Überschuss festgestellt wird.[8]

Das Kontokorrent setzt sich notwendigerweise aus zwei Vertragsbestandteilen zusammen.

### Kontokorrentvertrag
Bei dem Kontokorrentvertrag handelt es sich um einen gegenseitigen Vertrag. Eine Partei übernimmt die kontokorrentrechtlichen Pflichten nur für den Fall, dass sich auch die andere Partei verpflichtet. Der Kontokorrentvertrag regelt den näheren Inhalt der Geschäftsverbindung und klärt unter anderem die Frage, ob ein Saldo jeweils ausgeglichen oder auf die Rechnung der neuen Periode übertragen werden soll. Er bestimmt, dass die Vertragsparteien bei der Feststellung und Anerkennung des Saldos mitzuwirken haben, und legt eine Vielzahl von Nebenpflichten fest, wie etwa die Pflicht zur Aufklärung über Kontoumsätze.

### Kontokorrentabrede
Die Kontokorrentabrede bestimmt den Verrechnungsmodus und macht aus dem Dauerrechtsverhältnis der Parteien erst ein Kontokorrent im Rechtssinne des § 355 HGB. Fehlt etwa einem Girokonto die Kontokorrentabrede, so kann eine offene Rechnung vorliegen, niemals jedoch ein Kontokorrent. Von dem Kontokorrent im Rechtssinne zu unterscheiden ist das Kontokorrent im Sinne von § 355 HGB. Unter ersterem ist das Rechtsverhältnis zwischen den Parteien zu verstehen, das zur Begründung eines jeden Kontokorrentverhältnisses notwendig ist. Bei dem Kontokorrent im Sinne von § 355 HGB hingegen handelt es sich um die Legaldefinition des Gesetzes für die Anwendung der §§ 355 ff. HGB. Der Gesetzgeber hat in § 355 Abs. 1 HGB das Kontokorrent genau bezeichnet und seine Voraussetzungen festgelegt. Nur wenn diese erfüllt sind, können die §§ 355 ff. HGB angewendet werden.

### Zins
Das Gesetz geht von einer Verzinsung des Saldos aus; sie ist jedoch nicht zwingend. Ist eine Verzinsung vorgesehen, dann ist die Feststellung des Saldos nicht nur für die Ermittlung der gegenseitigen Ansprüche maßgebend, sondern auch für die Berechnung des Zinses. Dazu haben die Vertragsparteien die Höhe und Berechnungsmethode der Verzinsung zu vereinbaren. Die Berechnung der Zinsen wird anhand einer Zinsstaffel vorgenommen. Zu diesem Zweck werden die in das Kontokorrent eingestellten Gutschriften und Belastungen vom Buchungstag (Wertstellung) an bis zum Rechnungsabschluss verzinst und die Zinsen Bestandteil des Saldos. In § 355 Abs. 1 HGB werden auch Zinseszinsen erlaubt, denn vom Saldo können Zinsen berechnet werden, „auch soweit in der Rechnung Zinsen enthalten sind.“ Zinseszinsen sind ansonsten generell durch § 248 Abs. 1 BGB verboten; einzige Ausnahme vom Zinseszinsverbot sind kapitalisierte Zinsen auf Einlagen bei Kreditinstituten (§ 248 Abs. 2 BGB).

## Kontokorrent in der Wirtschaftspraxis
Häufigste Form ist das Bankkontokorrent von Nichtbanken mit einer Bank zur Abwicklung des unbaren (inter)nationalen Zahlungsverkehrs, inklusive Kontokorrentkredite. Daneben kommt das Kontokorrent auch unter Banken im (inter)nationalen Interbanken-Zahlungsverkehr häufig vor und wird Nostrokonto respektive Lorokonto genannt. Das Kontokorrent zwischen Clearinghouse (Zentralbanken oder privatrechtliche Unternehmen) und Clearing-Teilnehmern (meist Banken) ist eine weitere Methode zur Abwicklung des unbaren (inter)nationalen Zahlungsverkehrs. Das so genannte Firmenkontokorrent kommt auch zwischen (inter)national produzierenden Unternehmen vor, die in einer dauerhaften Geschäftsverbindung miteinander stehen und ihre gegenseitigen Forderungen und Verbindlichkeiten mittels Kontokorrents unbar verrechnen.

### Bankkontokorrent
Das Bankkontokorrent ist als spezifische Form des Kontokorrents eine Kombination aus einem Kontokorrent und einem Girovertrag (Girokonto). In Ziffer 7 Nr. 1 AGB Sparkassen wird klargestellt, dass Girokonten ein Kontokorrent im Sinne der §§ 355 ff. HGB darstellen. Auch das Bankkontokorrent setzt sich – auf der Grundlage eines Girovertrags – aus einem Kontokorrentvertrag und einer Kontokorrentabrede im Sinne von § 355 HGB zusammen. Es ist inzwischen anerkannt, dass die Kontokorrentvereinbarung stillschweigend zustande kommt, da sich der Kunde bei Vertragsschluss bewusst ist, dass die Bank die gegenseitigen Ansprüche verrechnet und darüber Tagesauszüge und Rechnungsabschlüsse erstellt. Die Besonderheit des Bankkontokorrents – im Vergleich zum rein handelsrechtlichen Kontokorrent des § 355 HGB – liegt darin, dass die Gutschriften und Belastungen auf dem Konto laufend miteinander verrechnet werden und so ein Saldo ermittelt wird – der sogenannte Tagessaldo: Entweder ist der Debitsaldo des Einen der Kreditsaldo des Anderen oder umgekehrt. Die Kontokorrentabrede bildet den Rahmen für das Kontokorrentverhältnis und wird nach ständiger Übung unter Berücksichtigung des mutmaßlichen Willens der Parteien bei der Kontoeröffnung stillschweigend getroffen. Das bedeutet, dass Girovertrag und Kontokorrentabrede einen zusammengesetzten Vertrag darstellen, mithin die Parteien rechtlich trennbare Vereinbarungen derart verbinden, dass sie für die rechtliche Beurteilung eine Einheit bilden.

### Lieferanten
Ein Kontokorrent ist auch zwischen gegenseitigen Lieferanten oder Dienstleistern üblich, bei denen dauerhafte Geschäftsbeziehungen bestehen, die zu einer Vielzahl von beiderseitigen Ansprüchen führen. Diese Ansprüche müssen dann nicht jeweils bei Fälligkeit einzeln beglichen werden, sondern können in ein Kontokorrent eingestellt werden.

## Wirkung
Die Rechtsnatur der in das Kontokorrent einzustellenden einzelnen Forderungen ändert sich nicht, ihre isolierte Geltendmachung ist aber nicht mehr möglich. Dementsprechend können sie einzeln auch nicht mehr Gegenstand einer Zession, Verpfändung, Kontopfändung oder Aufrechnung sein. Die Verjährung der Forderungen ist gemäß § 205 BGB analog gehemmt. Wird gleichwohl ein Anspruch selbständig eingeklagt, so steht dem die Einwendung der Kontokorrentbindung entgegen. Mit dem durch Verrechnung ermittelten Saldo, der durch Rechtsgeschäft anerkannt werden muss, entsteht eine eigenständige Forderung, die selbständig abgetreten, verpfändet oder gepfändet werden kann.

## Saldoanerkenntnis
Das Saldoanerkenntnis ist ein Rechtsgeschäft, bei dem eine Vertragspartei am Ende einer Periode die Verrechnung durchführt (die Forderungen werden saldiert) und den ermittelten Saldo zur Annahme anbietet. Nach heute herrschender Auffassung stellt das Saldoanerkenntnis ein abstraktes Schuldanerkenntnis im Sinne von § 781 BGB dar. Die turnusmäßige Mitteilung des Saldos gilt zugleich als Antrag auf Abschluss eines abstrakten Schuldanerkenntnisvertrages über den mitgeteilten Saldo. Dieser Antrag wird von der anderen Vertragspartei durch die Erklärung der Anerkennung des Saldos angenommen. Da das Saldoanerkenntnis gemäß § 780 BGB, § 350 HGB nicht formgebunden ist, kann die Zustimmung auch konkludent erfolgen. Mit Abschluss dieses neuen Vertrages erlöschen die bisher bestehenden Forderungen im Wege der Novation, und an ihre Stelle tritt der abstrakte Saldoanspruch, welcher aufgrund ausdrücklicher Anordnung des § 355 Abs. 1 HGB verzinslich ist. Er ist sowohl abtretbar, verpfändbar als auch pfändbar.